# Voodoo Lounge
Voodoo Lounge — двадцятий студійний альбом гурту The Rolling Stones, який вийшов 11 липня 1994 року на лейблі Virgin.

## Список пісень
1. «Love Is Strong» — 3:50
2. «You Got Me Rocking» — 3:35
3. «Sparks Will Fly» — 3:16
4. «The Worst» — 2:24
5. «New Faces» — 2:52
6. «Moon Is Up» — 3:42
7. «Out of Tears» — 5:27
8. «I Go Wild» — 4:23
9. «Brand New Car» — 4:15
10. «Sweethearts Together» — 4:45
11. «Suck on the Jugular» — 4:28
12. «Blinded by Rainbows» — 4:33
13. «Baby Break It Down» — 4:09
14. «Thru and Thru» — 6:15
15. «Mean Disposition» — 4:09

## Над альбомом працювали

### The Rolling Stones
- Мік Джаґґер — лід-вокал, гітари, губна гармоніка, маракаси, кастанети
- Кіт Річардс — гітари, бек-вокал, піаніно, бас-гітара, бубон
- Чарлі Воттс — барабани, бубон
- Рон Вуд — гітари

### Запрошені музиканти
- Max Baca — bajo sexto
- David Campbell — string arrangement
- Lenny Castro — percussion
- Pierre de Beauport — acoustic guitar
- Bernard Fowler — backing vocals
- Frankie Gavin — fiddle, pennywhistle
- Mark Isham — trumpet
- Luis Jardim — percussion, shaker
- Flaco Jimenez — accordion
- Darryl Jones — bass guitar, backing vocals
- Phil Jones — percussion
- Chuck Leavell — piano, organ, harmonium, harpsichord
- David McMurray — saxophone
- Ivan Neville — backing vocals, organ
- Benmont Tench — organ, piano, accordion
- Bobby Womack — backing vocals